# L'atto di uccidere
L'atto di uccidere (The Act of Killing) è un film-documentario del 2012 diretto da Joshua Oppenheimer, da Christine Cynn e da un co-regista indonesiano anonimo.
Il film, prodotto da Signe Byrge Sørensen, è una co-produzione tra Regno Unito, Danimarca e Norvegia.

## Trama
Il film descrive la purga anticomunista avvenuta in Indonesia tra il 1965 e il 1966, che portò alla morte di un milione di persone, raccontata dal punto di vista di due preman (gangster), Anwar Congo e Adi Zulkadry, diretti responsabili dell'uccisione di centinaia di uomini ed oggi rispettabili membri di organizzazioni paramilitari indonesiane. I responsabili di questi crimini non si limitano a fornire testimonianze per il documentario, ma mettono in scena i propri crimini come protagonisti di un film.
I due sviluppano la storia secondo i loro gusti e adattandola persino ai loro generi cinematografici preferiti (gangster, western e musical), inseguendo l'occasione di mostrare al mondo come un regime che si fonda su crimini contro l'umanità e che tuttavia non è mai stato perseguito, racconti se stesso per entrare nella storia.
Anwar e i suoi ex complici creano la sceneggiatura, interpretando se stessi e impersonando persino le vittime, finché il film assume i toni di una catarsi. Qualcuno tra i protagonisti inizia a pentirsi delle proprie azioni, altri si interrogano preoccupati delle reazioni che il film potrebbe generare nell'opinione pubblica. In un crescendo angoscioso, il moltiplicarsi degli interrogativi aumenta la tensione drammatica del film, specialmente in Anwar. La sua esperienza cinematografica diventa un viaggio da incubo nel profondo delle sue emozioni inconsce fino a quando, per la prima volta nella sua vita, un profondo rimorso si sostituisce all'orgoglio.

## Distribuzione
Presentato in anteprima mondiale al Telluride Film Festival nel settembre 2012, il film è diventato subito un "caso" recensito dai critici di tutto il mondo, ottenendo la candidatura al Premio Oscar al miglior documentario 2014. Il film è stato distribuito in Italia da I Wonder Pictures in collaborazione con il Biografilm Festival nella versione da 115' con il titolo L'atto di uccidere, e nella versione da 159' con il titolo The Act of Killing - Director's cut.

## Accoglienza
Il film ha ricevuto ampi consensi dalla critica. Rotten Tomatoes ha riportato una valutazione positiva del 95% con una valutazione media di 8.80/10 basata su 156 recensioni. Il consenso del sito web recita: "Crudo, terrificante e dolorosamente difficile da guardare, The Act of Killing offre una testimonianza inquietante del potere edificante e conflittuale del cinema documentario".
Nick Schager di The Village Voice lo ha definito un "capolavoro", mentre il giornalista vincitore del Premio Pulitzer Chris Hedges ha definito il film "un'importante esplorazione della complessa psicologia degli assassini di massa" e ha scritto che "non è il demonizzato, facilmente digeribile caricatura di un assassino di massa che più ci disturba: è l'essere umano." Il regista Ruhi Hamid ha dichiarato: "È il film più straordinario che abbia mai visto: uno straordinario documentario su una parte orrenda della storia indonesiana che sembra non avere mai fine."
In un'intervista a The Village Voice, il regista Oppenheimer ha dichiarato: "Quando sono stato incaricato da questa comunità di sopravvissuti di filmare queste giustificazioni, di filmare queste vanterie, stavo cercando di esporre e interrogare la natura dell'impunità: vantarsi di aver ucciso è sintomo di impunità».
Il professore di storia e politica asiatica dell'Australian National University, Robert Cribb, ha affermato che il film manca di contestualizzazione storica. In risposta, Oppenheimer ha affermato che "il film essenzialmente non riguarda ciò che è accaduto nel 1965, ma piuttosto un regime in cui il genocidio è stato paradossalmente cancellato e anzi ancora viene celebrato col fine di mantenere i sopravvissuti terrorizzati, il lavaggio del cervello pubblico attivo e per questo gli autori di questi crimini innominabili sono capaci di vivere con se stessi... Non pretende mai di essere un resoconto esaustivo degli eventi del 1965. Cerca di comprendere l'impatto dell'uccisione e del terrore oggi sugli individui e sulle istituzioni odierne."
Bradley Simpson, storico dell'Università del Connecticut e direttore dell'Indonesia/East Timor Documentation Project presso il National Security Archive, afferma che il "brillante film nominato all'Oscar" ha suscitato un acceso dibattito tra gli indonesiani sui crimini e sulla necessità di assumere parti responsabili responsabile e suggerisce che potrebbe avere un effetto simile negli Stati Uniti, il cui ruolo negli omicidi "non è mai stato ufficialmente riconosciuto, né tanto meno giustificato, sebbene alcuni dei documenti pertinenti siano stati resi disponibili al pubblico".
I soggetti principali del film, Anwar Congo e Herman Koto, hanno visto il film e nessuno dei due si sente ingannato, secondo Oppenheimer. Oppenheimer dice che, dopo aver visto il film, Anwar Congo "ha iniziato a piangere... In lacrime, mi ha detto: 'Questo è il film che mi aspettavo. È un film onesto, un film vero.' Ha detto di essere profondamente commosso e che gli rimarrà sempre fedele". Oppenheimer ha continuato dicendo che nella telefonata Congo ha concluso dicendo che "Non mi resta altro da fare nella vita che morire". Oppenheimer vedendo Congo così commosso e quasi vergognandosi per quello che aveva fatto, gli disse questo. "Hai solo 70 anni, Anwar. Potresti vivere altri 25 anni. Qualunque cosa di buono fai in quegli anni non è minata dalle cose terribili del tuo passato." In una successiva intervista al programma 101 East di Al Jazeera, il regista ha rivelato che Anwar aveva dei dubbi sul film e sulla reazione negativa del pubblico indonesiano, che gli stava causando problemi, confidando queste preoccupazioni direttamente a Oppenheimer in un collegamento streaming all'interno del programma.
Nel 2015 il film è stato elencato tra i 50 migliori film del decennio dal The Guardian.

## Riconoscimenti
- 2013 - Festival Internazionale del Cinema di Berlino
  - Berlinale Panorama Audience Award per il miglior documentario[10]
- 2014 - BAFTA
  - Miglior Documentario[11]
- 2017 - Biografilm Festival
  - Lancia Award per il miglior film